# Thionia dissimilis
Thionia dissimilis är en insektsart som beskrevs av Schmidt 1910. Thionia dissimilis ingår i släktet Thionia och familjen sköldstritar. Inga underarter finns listade i Catalogue of Life.